# Blieschendorf (Upahl)
Blieschendorf ist ein Ortsteil der Gemeinde Upahl im Landkreis Nordwestmecklenburg in Mecklenburg-Vorpommern.

## Geografie und Verkehrsanbindung
Blieschendorf liegt südwestlich des Kernortes Upahl an der Landesstraße L 02. Die A 20 verläuft nördlich.

## Sehenswürdigkeiten
In der Liste der Baudenkmale in Upahl sind für Blieschendorf zwei Baudenkmale aufgeführt:
- die ehemalige Schule (Hauptstraße 7)
- eine ehemalige Scheune (Dorfstraße 11)